# Inmigración italiana en la Provincia de Santa Fe

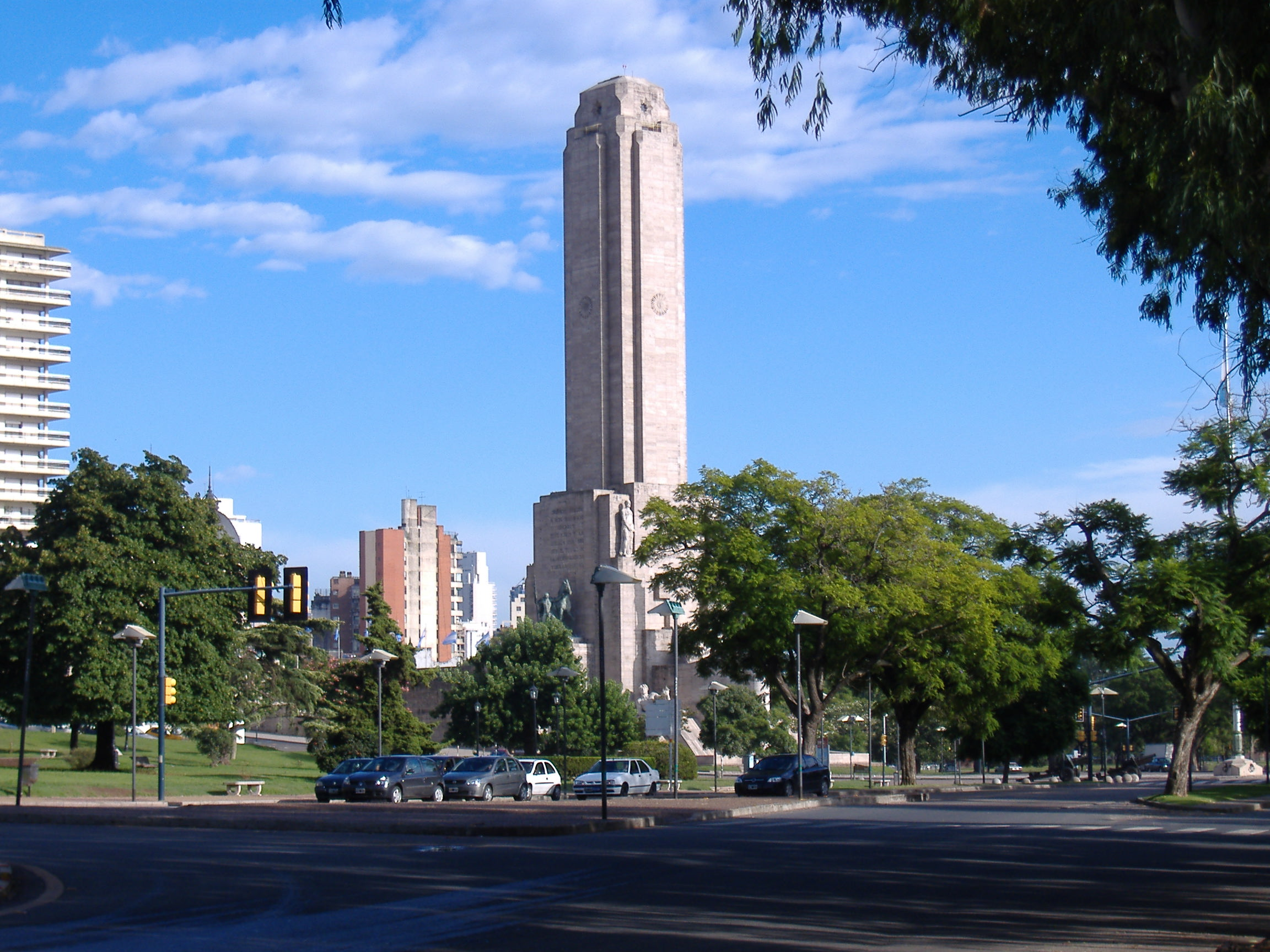
Imagen de la ciudad de Rosario en la provincia de Santa Fe, una de las principales receptoras de inmigrantes italianos en Argentina. Su vasta llanura fértil, sus colonias agrícolas y sus ciudades portuarias como Rosario y Santa Fe capital, fueron clave en la instalación y desarrollo de miles de familias italianas.

La inmigración italiana en la Provincia de Santa Fe uno de los fenómenos de inmigración más significativos que conformaron la identidad social, cultural y económica de esta región del región centro-oeste del litoral de Argentina. Desde mediados del siglo XIX, miles de inmigrantes provenientes de distintas regiones de Italia, principalmente del norte y del sur, se establecieron en ciudades, pueblos y colonia agrícolas santafesinas, transformando profundamente el paisaje demográfico y productivo de la provincia. 
Santa Fe, junto con Buenos Aires, Córdoba y Entre Ríos, fue una de las provincias argentinas que más inmigrantes italianos recibió entre fines del siglo XIX y comienzos del siglo XX. El establecimiento de colonias agrícolas, como las de Esperanza, Rafaela, y San Carlos, fue central para el desarrollo del modelo agroexportador del país y simboliza el protagonismo de los italianos en la colonización rural.
La presencia italiana en Santa Fe no solo dejó una fuerte impronta en la agricultura, sino también en la arquitectura, la gastronomía, el idioma, la religión, las costumbres y la vida política de la provincia. Hasta el día de hoy, muchos santafesinos conservan apellidos italianos y mantienen vivas tradiciones que tienen su origen en diversas regiones de Italia.
Este artículo analiza el proceso histórico de inmigración italiana en Santa Fe, su evolución, características sociales y económicas, y el legado cultural que perdura hasta la actualidad.

## Estadísticas

### Presencia italiana en Santa Fe por períodos históricos

Distribución de los italianos en 1914, Santa Fe fue la provincia que más inmigrantes italianos recibió.

La Inmigración italiana en Santa Fe se consolidó principalmente entre 1856 y 1920, aunque continuó durante el siglo XX en menor medida. El primer censo nacional argentino de 1869 ya evidenciaba una presencia significativa de italianos en la provincia, presencia que se incrementó notablemente en las décadas posteriores.
Según datos de la Dirección Nacional de Migraciones y el historiador Fernando Devoto. Entre 1857 y 1920, más de 2 millones de italianos llegaron a la Argentina, y se estima que al menos el 12% se estableció en la provincia de Santa Fe.  Para 1914, año del segundo censo argentino de 1914, Santa Fe contaba con 158.438 extranjeros, de los cuales 84.593 eran italianos, es decir, más del 53% de la población extranjera en la provincia. En algunas localidades santafesinas, como Esperanza, Rafaela, San Carlos, San Jerónimo Norte y Humboldt, los italianos llegaron a representar entre el 40% y 60% de la población total en las primeras décadas del siglo XX. En el censo de 1895, los italianos constituían el grupo extranjero más numeroso en la provincia, con 52.456 personas.

#### Comparación con otras comunidades extranjeras
En Santa Fe, durante el período de mayor inmigración (1870-1930), los italianos superaron en número a otras colectividades extranjeras como los españoles, alemanes del volga, franceses, suizos y los judíos rusos. 
La inmigración italiana fue no solo la más numerosa, sino también la más diversificada en cuanto a origen regional (Piamonteses, Lombardos, Calabreses, Sicilianos, entre muchos otros).

#### Distribución regional dentro de Santa Fe
Los inmigrantes italianos se concentraron mayoritariamente en el centro-oeste de la región del litoral de la provincia, colonias agrícolas del departamento Las Colonias,  y San Cristóbal. Sur de Santa Fe, Rosario, Villa Constitución, Casilda. centro-norte Santa Fe Capital y alrededores.

## Historia de la inmigración italiana en Santa Fe

### Primeras colonias agrícolas (1856-1870)
La inmigración italiana en la provincia de Santa Fe comenzó a consolidarse a mediados del siglo XIX, en el marco de una política activa de colonización agrícola por parte del Estado Provincial Argentino. En 1856 se fundó Esperanza, la primera colonia agrícola organizada del país, compuesta por inmigrantes suizos, alemanes y también italianos. Esta experiencia fue clave para el modelo de asentamiento rural que luego se expandiría por toda la región.
Los primeros italianos en llegar eran, en su mayoría, campesinos del norte de Italia, principalmente de Piamonte y Lombardía. Se establecieron como agricultores en lotes repartidos por el estado y participaron en el desarrollo de una economía agrícola diversificada, que incluía la producción de trigo, maíz y ganado lechero. El sistema de colonias con propiedad privada de la tierra fue uno de los factores que facilitó su integración y permanencia en el territorio.

### Expansión y consolidación (1870–1914)
Entre 1870 y 1914, el flujo migratorio desde Italia aumentó considerablemente, motivado por factores como la unificación italiana (1861), la pobreza rural, la sobrepoblación y las crisis agrarias, especialmente en el sur del país. Argentina, y particularmente Santa Fe, ofrecía tierras disponibles, trabajo en el campo y condiciones relativamente favorables para los inmigrantes.
Durante este período, se fundaron numerosas colonias agrícolas en Santa Fe donde los italianos fueron protagonistas, como San Carlos (1858), Humboldt (1868), Rafaela (1881), San Jerónimo Norte, y otras más. El estado argentino brindaba apoyo con tierras fiscales, semillas, herramientas y transporte gratuito para atraer a las familias campesinas europeas.
Los italianos se destacaron por su capacidad de organización, su disciplina en el trabajo agrícola y su participación activa en la vida social de las nuevas comunidades rurales. La construcción de escuelas, iglesias, cooperativas agrícolas y asociaciones mutuales permitió que estos inmigrantes se integraran sin perder sus raíces culturales.

### Impacto de la Primera Guerra Mundial y crisis migratoria (1914-1930)

Distribución estimada de la población de origen italiano en las distintas provincias argentinas. Buenos Aires, Santa Fe, Córdoba, Entre Ríos y Mendoza concentraron históricamente la mayor cantidad de inmigrantes italianos, influyendo profundamente en el desarrollo social, económico y cultural de estas regiones.

La Primera Guerra Mundial provocó un freno abrupto en los flujos migratorios. Muchos italianos retornaron a su país a combatir o se vieron imposibilitados de emigrar por la situación bélica y la inestabilidad económica posterior. Sin embargo, la comunidad italiana ya asentada en Santa Fe continuó desarrollándose y afianzándose como parte fundamental del tejido social, económico y cultural de la provincia.
Durante esta etapa, se fundaron numerosas instituciones italianas, como clubes sociales, bibliotecas populares, escuelas y mutuales, que permitieron a la colectividad mantener vivas sus costumbres, lengua y tradiciones. También se consolidaron redes de comercio y producción agrícola, donde los descendientes de italianos ocuparon roles destacados.

### Nueva inmigración italiana (1945-1955)
Después de la Segunda Guerra Mundial, una nueva oleada migratoria italiana llegó a Argentina. Esta vez, los inmigrantes provenían en gran medida del sur de Italia: Calabria, Campania, Sicilia y Apulia, regiones duramente afectadas por la guerra y la crisis económica.
En Santa Fe, muchos de estos nuevos inmigrantes se asentaron en zonas urbanas como Rosario, Santa Fe Capital Reconquista y Venado Tuerto, aunque también llegaron a zonas rurales. Se integraron principalmente en actividades industriales, comerciales y en la construcción, a diferencia de los pioneros del siglo XIX, más ligados al campo.
Esta etapa de inmigración revitalizó la vida cultural italiana en la provincia, surgieron nuevos clubes, periódicos en italiano, eventos culturales, asociaciones regionales y hasta coros y grupos de danza. El idioma italiano volvió a escucharse en las calles y la cocina italiana comenzó a formar parte integral de la identidad gastronómica santafesina.

## Origen de los inmigrantes italianos
| Región de origen | Porcentaje | Número de inmigrantes |
| ---------------- | ---------- | --------------------- |
| Piamonte         | 80%        | 192.000               |
| Lombardía        | 5%         | 12.000                |
| Véneto           | 4%         | 9.600                 |
| Campania         | 3%         | 7.230                 |
| Calabria         | 3%         | 7.215                 |
| Sicilia          | 2%         | 4.800                 |
| Otras regiones   | 3%         | 7.200                 |
| Total            | 100%       | 240.000               |

## Legado
La inmigración italiana ha dejado una huella profunda y perdurable en la cultura santafesina, manifestándose en diversos aspectos de la vida cotidiana, desde la gastronomía y la arquitectura hasta las instituciones sociales y las expresiones lingüísticas.

### Gastronomía

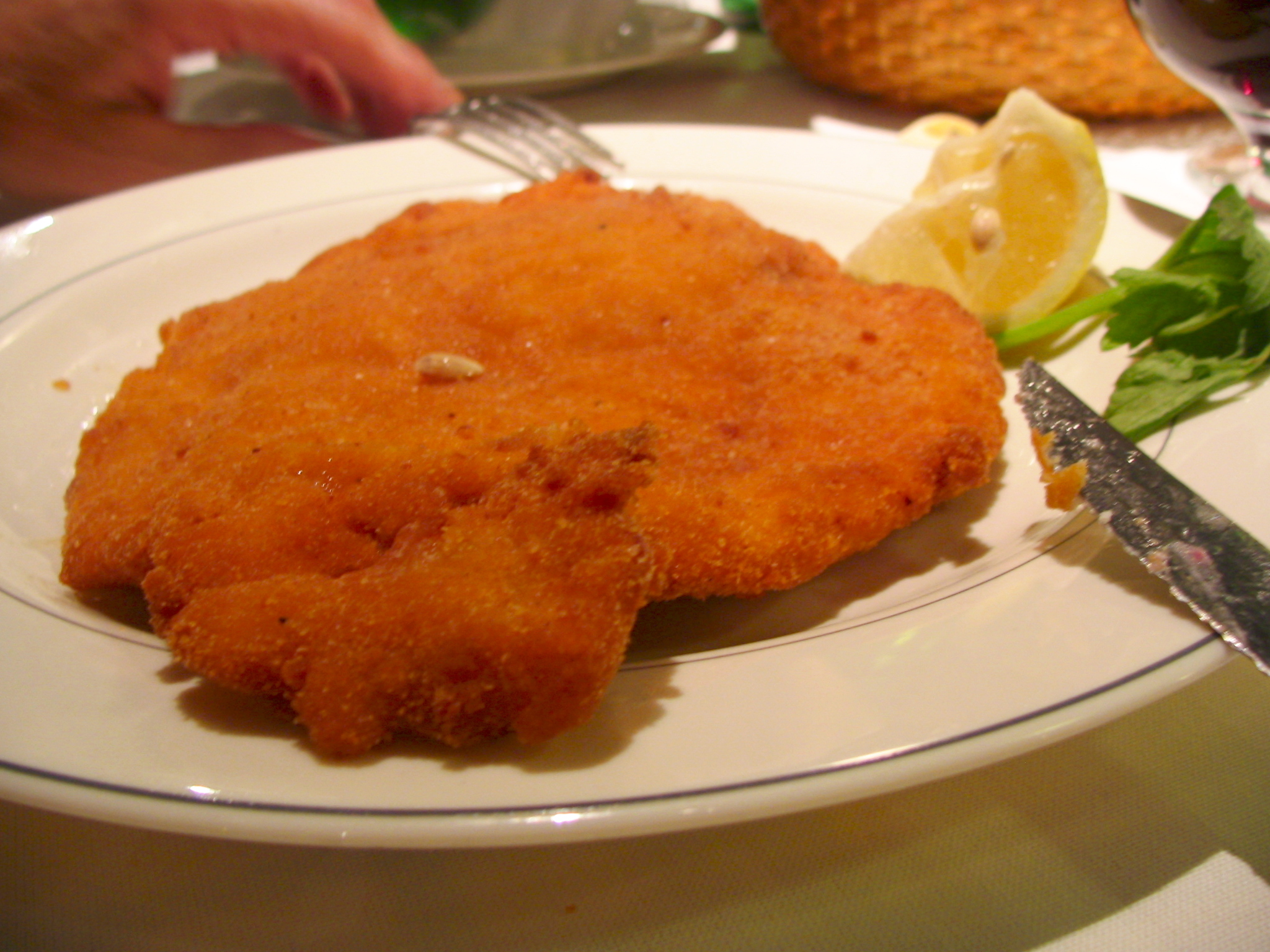
Una milanesa con papas fritas, plato tradicional adoptado por la gastronomía argentina e influenciado por la inmigración italiana. La cotoletta alla milanese fue adaptada localmente y se convirtió en uno de los platos más populares del país.

La influencia italiana en la cocina santafesina es innegable. Platos como los ravioles, ñoquis, tallarines y lasañas se han integrado al menú diario de muchas familias. La tradición de compartir pastas los domingos en familia es una costumbre heredada de los inmigrantes italianos y aún vigente en numerosos hogares argentinos.
Además, la pizza, adaptada al gusto local, y la milanesa, derivada de la "cotoletta alla milanese", son ejemplos de cómo la cocina italiana se fusionó con ingredientes y técnicas locales para crear platos emblemáticos de la gastronomía argentina.

### Arquitectura
La arquitectura santafesina también refleja la impronta italiana, especialmente en las construcciones de finales del siglo XIX y principios del XX. El estilo italianizante, caracterizado por fachadas ornamentadas, balcones de hierro forjado y detalles clásicos, se hizo presente en edificios públicos y residencias privadas. Este estilo arquitectónico contribuyó a definir el paisaje urbano de ciudades como Santa Fe y Rosario. 
En barrios como María Selva, en la ciudad de Santa Fe, la influencia italiana es particularmente notable. Conocido como "la pequeña Italia", este barrio fue fundado en la década de 1920 por inmigrantes italianos y conserva hasta hoy asociaciones culturales y sociales que mantienen vivas las tradiciones de sus fundadores.

### Instituciones y vida comunitaria
Los inmigrantes italianos establecieron una red de instituciones que desempeñaron un papel crucial en la preservación de su identidad cultural y en la integración social. Estas incluyen asociaciones mutuales, clubes sociales, escuelas y bibliotecas. Organizaciones como la Coordinadora de Entidades Italianas de Santa Fe agrupan a diversas asociaciones regionales que promueven actividades culturales, educativas y recreativas.
Estas instituciones no solo ofrecían apoyo a los recién llegados, sino que también fomentaban la cohesión comunitaria y la transmisión de valores y tradiciones italianas a las generaciones siguientes.

### Lengua y expresiones culturales
El idioma italiano y sus dialectos dejaron una marca en el español hablado en Santa Fe. Expresiones y palabras de origen italiano se incorporaron al lunfardo y al habla cotidiana, enriqueciendo el vocabulario local. Además, la música, el teatro y otras manifestaciones artísticas italianas encontraron un espacio en la vida cultural santafesina, contribuyendo a una identidad cultural diversa y enriquecida.

## Colonias y localidades fundadas por inmigrantes italianos en Santa Fe
La provincia de Santa Fe fue uno de los destinos más importantes de la inmigración italiana en Argentina, especialmente durante los siglos XIX y XX. A lo largo del proceso de colonización agrícola impulsado por el Estado, muchas de las colonias fundadas o pobladas mayoritariamente por italianos se transformaron en pueblos y ciudades que hoy conforman el corazón productivo de la región.

### San Carlos Centro

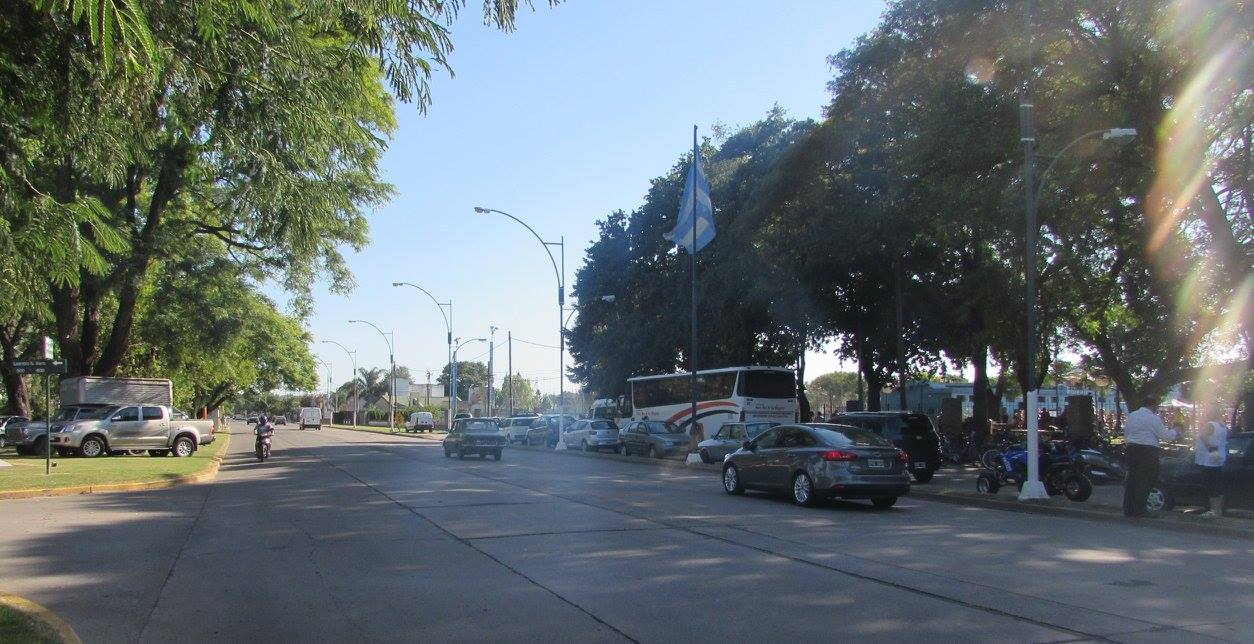
Vista del acceso norte de San Carlos Centro, localidad santafesina fundada por inmigrantes europeos, en su mayoría italianos, a fines del siglo XIX.

Fundada en 1858 por iniciativa de Aarón Castellanos y la empresa colonizadora Beck & Herzog, San Carlos Centro fue una de las primeras colonias agrícolas organizadas en la provincia tras el éxito de Esperanza. Recibió una importante cantidad de inmigrantes italianos, especialmente del Piamonte, quienes se dedicaron a la agricultura y ganadería. La ciudad conserva su impronta italiana en instituciones, arquitectura y festividades.

### Rafaela
Rafaela fue fundada oficialmente en 1881 por colonos italianos, en su mayoría piamonteses, que compraron tierras a Guillermo Lehmann, un empresario suizo-alemán que actuaba como intermediario entre el Estado y los colonos. Estos inmigrantes desarrollaron una comunidad agrícola próspera basada en la cooperación, que más tarde se transformó en uno de los centros económicos más importantes del oeste santafesino.

### Humboldt
Fundada en 1868, Humboldt fue otra de las colonias organizadas por la empresa Beck & Herzog, siguiendo el modelo de Esperanza. Recibió inmigrantes de Suiza, Alemania e Italia. La comunidad italiana tuvo un rol destacado en la producción agrícola y la vida cultural. Humboldt es considerada uno de los pilares de la colonización mixta del centro santafesino.

### San Jerónimo Norte
Establecida en 1858, esta localidad fue poblada en gran medida por familias italianas provenientes del norte de Italia. San Jerónimo Norte conserva su herencia italiana a través de festividades religiosas, gastronomía típica y la existencia de sociedades mutuales italianas, como la Sociedad Italiana de Socorros Mutuos "Unione e Benevolenza".

### María Luisa, Franck, Nelson, y otras colonias
Además de las grandes ciudades y colonias pioneras, numerosos pueblos más pequeños fueron fundados o pobladamente habitados por inmigrantes italianos. Entre ellos se destacan María Luisa, Franck, Nelson, Colonia Belgrano, y Colonia Aldao. En todos ellos, los italianos dejaron un legado de trabajo agrícola, instituciones comunitarias y fuerte identidad cultural.

### Rosario y Santa Fe capital y presencia urbana italiana

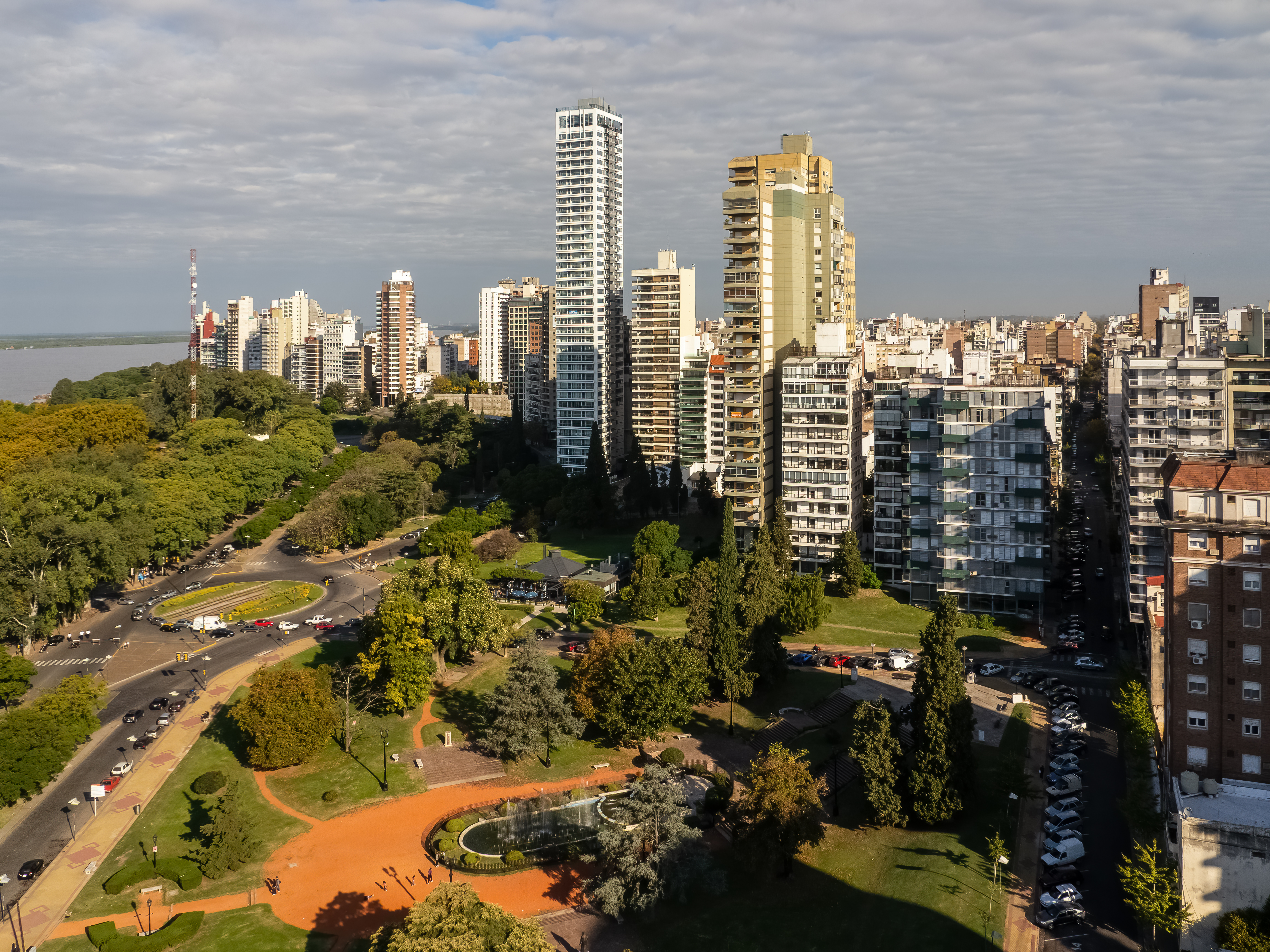
Vista panorámica de Rosario, ciudad que a finales del siglo XIX y principios del XX experimentó un notable crecimiento impulsado por la llegada de inmigrantes italianos. Estos contribuyeron significativamente al desarrollo urbano, económico y cultural de la región

Si bien muchas familias italianas se establecieron en zonas rurales, las ciudades de Rosario y Santa Fe capital también recibieron un importante número de inmigrantes. En estos centros urbanos, los italianos se insertaron en actividades comerciales, artesanales e industriales. Fundaron sociedades italianas, clubes deportivos, escuelas bilingües y periódicos en italiano, como La Patria degli Italiani. 
En Rosario, barrios como Pichincha, Echesortu o Tablada albergaron nutridas comunidades italianas. En Santa Fe capital, la zona de barrio Candioti y María Selva también conserva una fuerte presencia cultural italiana.